# Opóźniona bolesność mięśni
Zespół opóźnionego bólu mięśniowego (DOMS – ang. delayed onset muscle soreness) – ból mięśni pojawiający się w ciągu 24–72 godzin po intensywnym wysiłku. Ustępuje po 5–7 dniach, nazywany popularnie „zakwasami”. „Zakwasy” kojarzone są błędnie z występowaniem kwasu mlekowego w mięśniach. W istocie kwas mlekowy zostaje wypłukany z tkanki mięśniowej przez przepływającą krew już w 1–2 godziny po intensywnym wysiłku i jest zużywany przez wątrobę w różnych procesach (np. podczas glukoneogenezy).

## Mechanizmy
Najszerzej akceptowana naukowo hipoteza wyjaśniająca powstawanie „zakwasów” wskazuje jako ich przyczynę mikrourazy strukturalnych włókien mięśniowych. Gdy podczas ćwiczeń napięty pod obciążeniem mięsień rozciąga się zamiast kurczyć, powstaje więcej uszkodzeń tkanki mięśniowej. Połączenia między aktyną a miozyną ulegają destabilizacji, ponadto naruszona zostaje ciągłość błon otaczających włókna mięśniowe. Rozciąganie jest efektem działania siły większej niż siła mięśnia i ma na celu wyhamowanie ruchu oraz ochronę stawów przed uszkodzeniem. Przykładem aktywności rozciągającej w ten sposób mięśnie jest zbieganie ze wzniesienia.
Ból mięśni spowodowany jest przez mikrourazy oraz napływające do miejsca uszkodzenia komórki usuwające skutki stanu zapalnego, które wydzielają czynniki aktywujące komórki macierzyste mięśni szkieletowych (komórki satelitowe). Z tych komórek, około 5 dni później, powstają włókna mięśniowe.
Obecnie postuluje się zapalny mechanizm tego zespołu, polegający na uwrażliwieniu receptorów, czyli obniżeniu progu pobudliwości zakończeń nerwowych o typie receptorów bólowych, czyli nocyceptorów przez mediatory stanu zapalnego, uwolnione na skutek uszkodzeń komórek mięśniowych. Mediatory stanu zapalnego najprawdopodobniej stymulują procesy naprawcze drobnych uszkodzeń w ultrastrukturze komórek tkanki mięśniowej, powstałych w trakcie intensywnego wysiłku fizycznego. Nasilenie zespołu DOMS nie musi odzwierciedlać wielkości uszkodzeń. W dużej mierze zależy bowiem od osobniczego progu wrażliwości nocyceptorów oraz od wpływu innych procesów zapalnych toczących się w organizmie.

## Historia
Zespół DOMS został opisany po raz pierwszy w 1902 r. przez Theodore Hougha, który wysunął hipotezę, że ten rodzaj bólu jest rezultatem uszkodzeń wewnątrz mięśnia. Nasilenie zespołu DOMS zależy od rodzaju wykonanego wysiłku oraz dominującego typu skurczu włókien mięśniowych. Skurcze ekscentryczne wywołują ból intensywny, a izometryczne – łagodny; koncentryczne – nie wywołują DOMS.